# Ádám Bodor

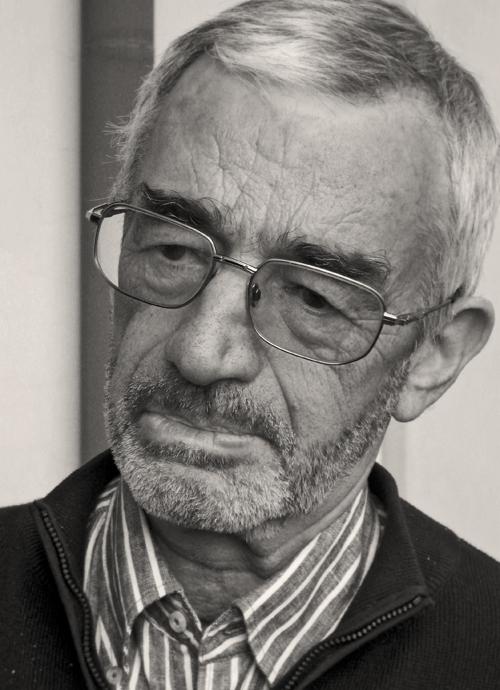
Ádám Bodor (Foto: 2009)

Ádám Bodor (* 22. Februar 1936 in Cluj) ist ein ungarischsprachiger rumänischer Schriftsteller.

## Leben
Geprägt durch sein Elternhaus stand Bodor seit früher Jugend in Opposition zur kommunistischen Regierung Rumäniens. Da er sich für die Unabhängigkeit Siebenbürgens einsetzte, wurde er siebzehnjährig vom rumänischen Geheimdienst Securitate verhaftet. 1955 begann er ein Studium der evangelischen Theologie an der Universität Cluj. Er arbeitete dann zunächst als Archivar und Übersetzer, später als Lektor und Herausgeber.
Nachdem er bereits einige Erzählungen in rumänischen Zeitschriften veröffentlicht hatte, debütierte er 1969 als freier Schriftsteller mit dem Erzählband A tanú (Der Zeuge). 1982 übersiedelte er nach Ungarn und lebt seither in Budapest. Sein erster Roman Az Eufrátesz Babilonnál (Der Euphrat in Babylon) erschien 1985 in Ungarn. International bekannt wurde Bodor mit dem Roman Sinistra körzet (1992, in deutscher Übersetzung 1994 als Schutzgebiet Sinistra erschienen). Erfolgreich wurde auch sein 1999 erschienener Roman Az érsek látogatása (Der Besuch des Erzbischofs, deutsch 1999). Weitere Romane sind u. a. A börtön szaga (2001; Der Geruch des Gefängnisses), Verhovina madarai (2011; Die Vögel von Verhovina, deutsch 2022) und Sehol (2019; Nirgendwo). 2003 wurde Bodor mit dem Kossuth-Preis ausgezeichnet.
Seine Kurzgeschichte Die Außenstelle (A részleg) wurde von Gerhard Rentzsch für den Funk bearbeitet und 1993 von MDR und ORF unter der Regie von Peter Groeger als gut 40-minütiges Hörspiel produziert, welches dann als Hörspiel des Monats Juni 1993 in Deutschland ausgezeichnet wurde.